# Aglaophenia rhynchocarpa
Aglaophenia rhynchocarpa är en nässeldjursart som beskrevs av George James Allman 1877. Aglaophenia rhynchocarpa ingår i släktet Aglaophenia och familjen Aglaopheniidae. Inga underarter finns listade i Catalogue of Life.